# أطلس إنترتينمنت
أطلس إنترتينمنت (بالإنجليزية: Atlas Entertainment)‏ هي شركة أمريكية لتمويل وإنتاج الأفلام، أسسها تشارلز روفن وبوب كافالو وداون ستيل في عام 1995.